# 定山渓鉄道モハ1000形電車
定山渓鉄道モハ1000形電車（じょうざんけいてつどうモハ1000がたでんしゃ）は、定山渓鉄道（現：じょうてつ）が1969年まで所有していた電化鉄道路線（定山渓鉄道線）に在籍した電車の1形式。定山渓温泉への観光客向けの車両としてクハ1010形と共に導入された。
この項目では、同様の目的で製造された優等車両であるモロ1100形とクロ1110形についても解説する。

## モハ1000形・クハ1010形
第二次世界大戦後の混乱が収まり、朝鮮戦争による特需（朝鮮特需）による好景気を迎えた1950年代初頭の定山渓鉄道では、沿線の通勤・通学客に加え定山渓温泉へ向かう観光客の利用も増加し始めていた。それに伴い、定山渓鉄道は観光輸送に重点を置いた新型電車を導入する事を決定した。これがモハ1000形（電動制御車）とクハ1010形（制御車）である。1951年に1両ずつ（モハ1001、クハ1011）製造された。
通勤需要増加に伴い製造された3扉・全席ロングシートのモ800形とは異なり、モハ1100形・クハ1010形は2箇所に扉が設置され、座席は片開き式の乗降扉周辺にロングシート、それ以外の箇所には2人掛けの固定式クロスシート（ロマンスシート）が導入された。台車は日本車両製造製のW-2-18形で、軸箱支持方式としてウイングばねが用いられた。両形式とも両端に運転台が設置されている両運転台車両であった。
1952年1月10日に竣工し、登場当初はモ800形と共に通過駅が存在する準急・急行列車に使用されていた。また当初は車体全体がフェザントグリーンに塗られていたが、後に全体がアイボリー、窓回りがスカーレットへと変更された。札幌市営地下鉄建設に伴う定山渓鉄道線の線路敷買収に伴い1969年10月31日に全線廃止となるまで使用されたが、以降は他社への譲渡は行われず両車とも廃車・解体された。

## モロ1100形・クロ1110形
モハ1000形・クハ1010形導入後も定山渓への観光客は増加の一途を辿っていた事から、定山渓鉄道は更なる乗客サービスの向上を目的とした車両を導入した。これがモロ1100形（電動制御車）とクロ1110形（制御車）である。1952年6月に竣工し、各形式とも1両（モロ1101、クロ1111）が製造された。
車体構造はモハ1000形・クハ1010形と同様の両運転台・半鋼製車体で台車や主電動機も同一であったが、車体長・車体幅が僅かに拡大した他、乗降扉の位置が運転台寄りに変更された。また制動装置が発電ブレーキと空気ブレーキの併用に改められた。座席には転換式クロスシートが採用された他、車内には案内装置が搭載されており、車両の振動の影響を受けない定山渓鉄道側で開発された特殊仕様となっていた。導入にあたって定山渓鉄道側は等級変更の措置を取らない予定であったが、これらの車内設備は日本国有鉄道で使用されていた2等客車に匹敵するものだったため、札幌陸運局から2等車（「モロ」「クロ」）として使用するよう指示が出された経緯を持つ。そのため導入時は窓下に国鉄の車両と同様に2等車である事を示す青帯や「II」という表記がなされた。。
登場直後は豊平 - 定山渓間を結ぶ急行列車に連結され、下り列車（定山渓方面）に「むいね」「もみじ」、上り列車（豊平方面）に「しらかば」「みどり」という列車愛称が付けられた他、車内案内放送も実施された。だが、2等車の運賃が普通車と比べ倍額だった事に加え走行時間が40分と短かったため利用客は少なく、座席は3割程度しか埋まらなかった。そのため1954年3月24日に格下げ認可を受け、以降は「モハ1100形（モハ1101）」「クハ1110形（クハ1111）」に形式名を改めた上で座席料50円が加算される座席指定車両として使用された。その後も青帯は残されたが、後に全体がアイボリー、窓回りがスカーレットという塗装に変更された際に姿を消した。モハ1000形・クハ1010形と共に定山渓鉄道線廃止時まで在籍し、他社への譲渡も行われず廃車・解体された。